# Santa Laura
Santa Laura – opuszczone miasto w północnym Chile, w regionie administracyjnym Tarapacá, dawny ośrodek wydobycia rud saletry. Podobnie jak inne górnicze osady regionu zostało opuszczone po załamaniu się rynku saletry pod koniec I wojny światowej. W 2005 roku pozostałości miasteczka wraz z sąsiednim Humberstone zostały wpisane na listę światowego dziedzictwa UNESCO.
W Santa Laura zachował się budynek przetwórni i kompleks administracyjny.